# 性愛文学
性愛文学（せいあいぶんがく、Erotic literature）は、エロティカ（性愛作品、Erotica）の一部。さまざまな古来、どこの文化にもある性的な表現、造形の文学的な形態と見られる。文学の一ジャンルではあるが、性行為を直接描写する官能小説と重複する部分もあり、あまり日の当たることはない。
最も古いそのジャンルのものは、『カーマ・スートラ』だと言われている。これに数えられる作品の大半は、中長編小説がほとんどだが、なかには短編も存在する。往々にして、官能小説（ポルノグラフィー）とその範囲が重複し合うこともある。ただし、官能小説は直接的な性描写を中心として重んじるのに対し、性愛小説はあくまでも文学の範疇に留まり、直接的な性描写は二義的、もしくは避けられる場合が多い（下記の分類においては、「わが秘密の生涯」、「O嬢の物語」、「花と蛇」は官能小説の古典とみなされる事が多い）。

## 代表的な作品
欧米
- ジョヴァンニ・ボッカッチョ『デカメロン』
- マルグリット・ド・ナヴァル『エプタメロン』
- ジョン・クレランド『ファニー・ヒル』
- 著者不明『わが秘密の生涯』

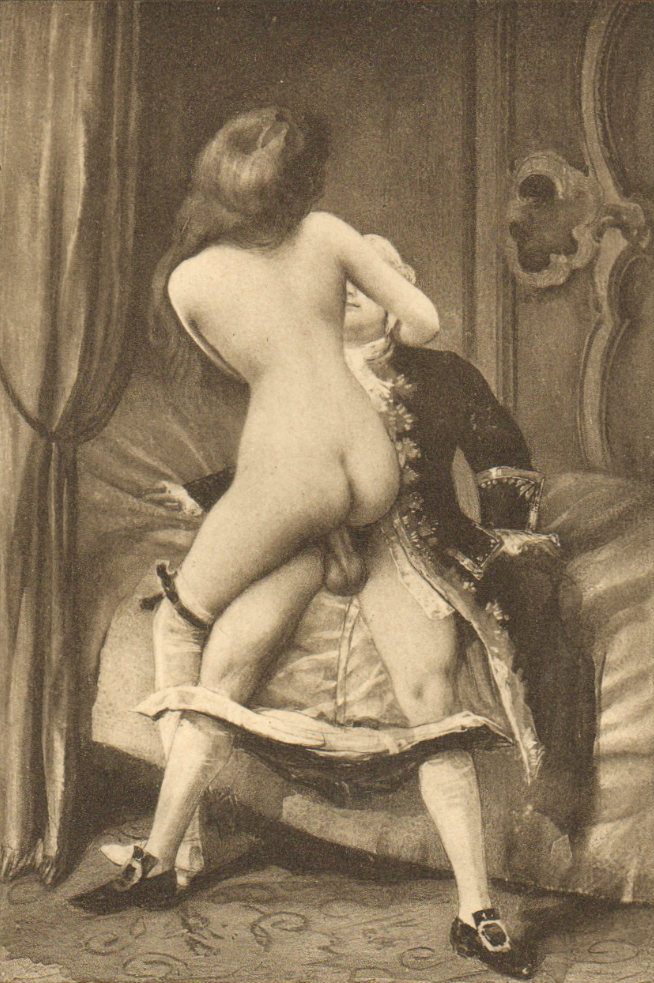
「ルイーザと宿泊者の息子」アヴリル

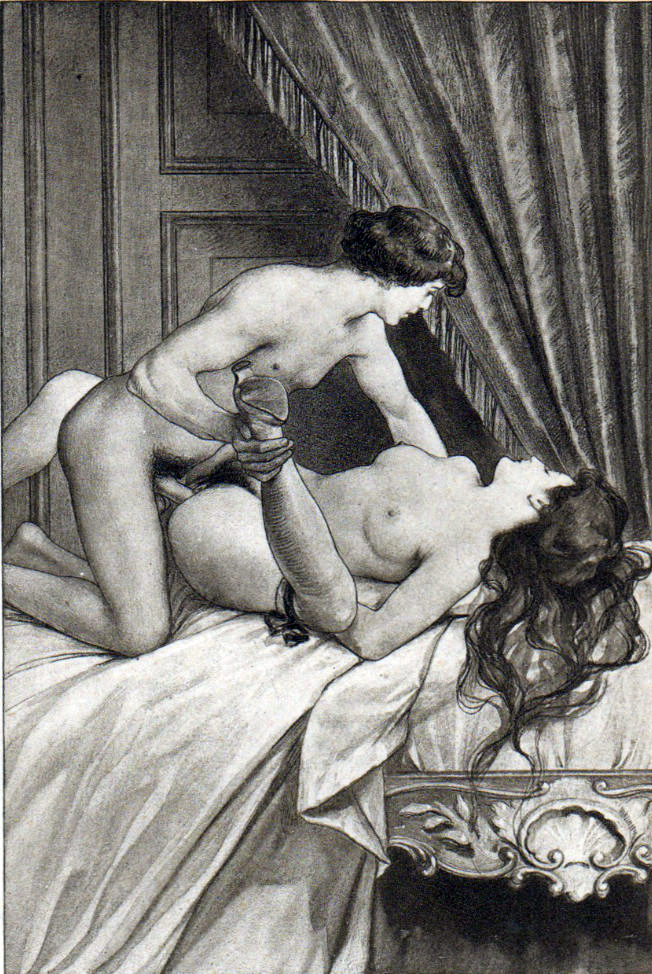
「ポリー・フィリップスと若いイタリア人」アヴリル

- 著者不明『ヨゼフィーネ・ムッツェンバッヒェル』
- ギヨーム・アポリネール『若きドン・ジュアンの冒険』
- D.H.ロレンス『チャタレイ夫人の恋人』
- ドミニク・オーリー『O嬢の物語』
- エマニュエル・アルサン『エマニエル夫人』
- エリカ・ジョング『飛ぶのが怖い』
- マルグリット・デュラス『L' Amant』

アジア
- ヴァーツヤーヤナ『カーマ・スートラ』
- 蘭陵笑笑生『金瓶梅』

日本
- 井原西鶴『好色一代男』
- 永井荷風『四畳半襖の下張』（四畳半襖の下張事件）
- 谷崎潤一郎『鍵』『痴人の愛』
- 団鬼六『花と蛇』（官能小説として分類される事が多い）、『不貞の季節』
- 渡辺淳一『失楽園』

## 関連事項
- 官能小説